# LP 791-18
LP 791-18 (TOI-736) — звезда в созвездии Чаши. Находится на расстоянии 86,9 св. лет (26,65 парсек) от Солнца.
LP 791-18 — холодный красный карлик спектрального класса M6V, массой 0,139 массы Солнца и радиусом 0,17 радиуса Солнца. 
Звезда является одной из самых маленьких известных светил, имеющих экзопланеты. В 2019 году проект TESS объявил об открытии двух экзопланет, обращающихся вокруг неё. Третья планета была обнаружена по данным космического телескопа Спитцер в 2023 году.

## Планетная система
Самая внутренняя планета b — это Суперземля, а самая внешняя планета c — это мини-Нептун. Они были открыты вместе в 2019 году. Средняя планета d — это мир массой с Землю, открытый в 2023 году. Потенциально она может быть нагрета приливом в результате взаимодействия с планетой c, что привело бы к образованию многочисленных вулканов, подобных спутнику Юпитера Ио. Поскольку планета d находится на внутреннем краю обитаемой зоны, жидкая вода может конденсироваться на стороне планеты, обращённой в сторону от звезды-хозяина.
В 2021 году планета c была предложена для анализа атмосферы космическим телескопом Джеймса Уэбба.
| Компаньон (по порядку от звезды) | Масса           | Большая полуось (AU)     | Орбитальный период (дни)       | Эксцентричность | Наклон            | Радиус                |
| -------------------------------- | --------------- | ------------------------ | ------------------------------ | --------------- | ----------------- | --------------------- |
| b                                | —               | 0.00978±0.00012          | 0.9479981±0.0000021            | —               | 88.37+0.94 −0.95° | 1.212+0.059 -0.058 R🜨 |
| d                                | 0.9+0.5 -0,4 М🜨 | 0.01992±0.00014          | 2.753436±0.000013              | 0.0015±0.00014  | 89.34±0.41°       | 1.032+0.044 -0.043 R🜨 |
| c                                | 7,1±0,7 М🜨      | 0.02961+0.00035 −0.00036 | 4.9899093+0.0000074 −0.0000072 | 0.00008±0.00004 | 89.78±0.13°       | 2,438±0,096 R🜨        |